# Mount Ward (Batterbee Mountains)
Mount Ward ist ein rund 800 m hoher Berg an der Rymill-Küste des Palmerlands auf der Antarktischen Halbinsel. Im Süden der Batterbee Mountains ragt er am nordöstlichen Ende der Steeple Peaks auf.
Entdeckt, benannt, jedoch in einer falschen Position kartiert wurde er bei einem Überflug am 23. Dezember 1947 bei der US-amerikanischen Ronne Antarctic Research Expedition. Namensgeber ist Wendell Wadsworth Ward (1894–1978), Herausgeber des Beaumont Journal und Sponsor der Expedition unter der Leitung des US-amerikanischen Polarforschers Finn Ronne.